# 和歌山市立伏虎義務教育学校
和歌山市立伏虎義務教育学校（わかやましりつふっこぎむきょういくがっこう）は、和歌山県和歌山市にある義務教育学校である。

## 概要
和歌山県初かつ、2023年現在和歌山県唯一の義務教育学校である。

## 沿革
- 2017年（平成29年）
  - 4月1日 - 和歌山市立本町小学校・和歌山市立雄湊小学校・和歌山市立城北小学校・和歌山市立伏虎中学校の統合により開校。
  - 4月10日 - 進級式（中学校入学式相当）挙行。進級式の後に最初の始業式挙行。
  - 4月11日 - 第1回入学式挙行。
  - 5月10日 - カナダブリティッシュコロンビア州リッチモンド市から訪問団が来校。
  - 5月14日 - 地域住人を対象にした校舎見学会開催。
  - 5月29日 - 開校式挙行。
- 2018年（平成30年）3月9日 - 第1回卒業式挙行。
- 2019年（平成31年・令和元年）
  - 4月15日 - アメリカカリフォルニア州ベーカーズフィールド市の訪日団によるオーケストラ演奏会を開催。
  - 5月14日 - カナダリッチモンド市から訪問団が来校。

## 学校教育目標
心豊かで、自ら学び、夢と希望を持ってたくましく生きる人間の育成

### めざす子ども像
- 心豊かで、思いやりのある優しい子ども　（豊かな人間性・社会性）
- 進んで学び、しっかり考える子ども　　　 （確かな学力・創造力）
- 健やかに、たくましく生きる元気な子ども　（健康な体・自立心）

## 学校行事
| - 4月 入学式・始業式 - 5月 - 6月 | - 7月 終業式 - 8月 始業式 - 9月 運動会 | - 10月 - 11月 - 12月 終業式 | - 1月 始業式 - 2月 - 3月 卒業式・終業式 |

## 通学区域
- 和歌山市
  - 網屋町、有田屋町、有田屋町西ノ丁、有田屋町南ノ丁、石橋丁など[2]
  - 詳細は、伏虎義務教育学校区表（和歌山市教育委員会） (PDF) を参照。

## 学区内の主な施設
- 和歌山市駅
- 和歌山城
- 和歌山城ホール

## 交通
- 和歌山バス「宇治」停留所下車後、徒歩約4～5分（和歌山市駅方面行と逆方向で所要時間は異なる）。
- 南海和歌山市駅下車後、徒歩約6分。

## 通学区域が隣接している学校

### 小学校
- 和歌山市立砂山小学校
- 和歌山市立吹上小学校
- 和歌山市立広瀬小学校
- 和歌山市立大新小学校
- 和歌山市立中之島小学校
- 和歌山市立楠見小学校
- 和歌山市立福島小学校
- 和歌山市立野崎小学校
- 和歌山市立湊小学校

### 中学校
- 和歌山市立西和中学校
- 和歌山市立城東中学校
- 和歌山市立紀之川中学校
- 和歌山市立楠見中学校
- 和歌山市立河北中学校